# Калат (Пакистан)
Кала́т (Келат, англ. Kalat, урду قلات‎) — город в пакистанской провинции Белуджистан. Расположен в одноимённом округе. Население — 22 941 чел. (на 2010 год).

## История
До 1952 года город был столицей одноимённого туземного княжества Британской Индии. В 1952—1955 годах город был столицей пакистанской административной единицы Союз государств Белуджистана.

## Демография
| 1998   | 2010   |
| ------ | ------ |
| 22 559 | 22 941 |